# 荒井廣宙
荒井廣宙（1988年5月18日—）是一名日本男子竞走运动员，参加过2015年世界田径锦标赛50公里竞走。以3小时41分24秒的成绩获得2016年奥运会50公里竞走铜牌。获得2017年世界田径锦标赛50公里竞走银牌。

## 外部連結
- 荒井廣宙在的頁面